# Carrera de seis días

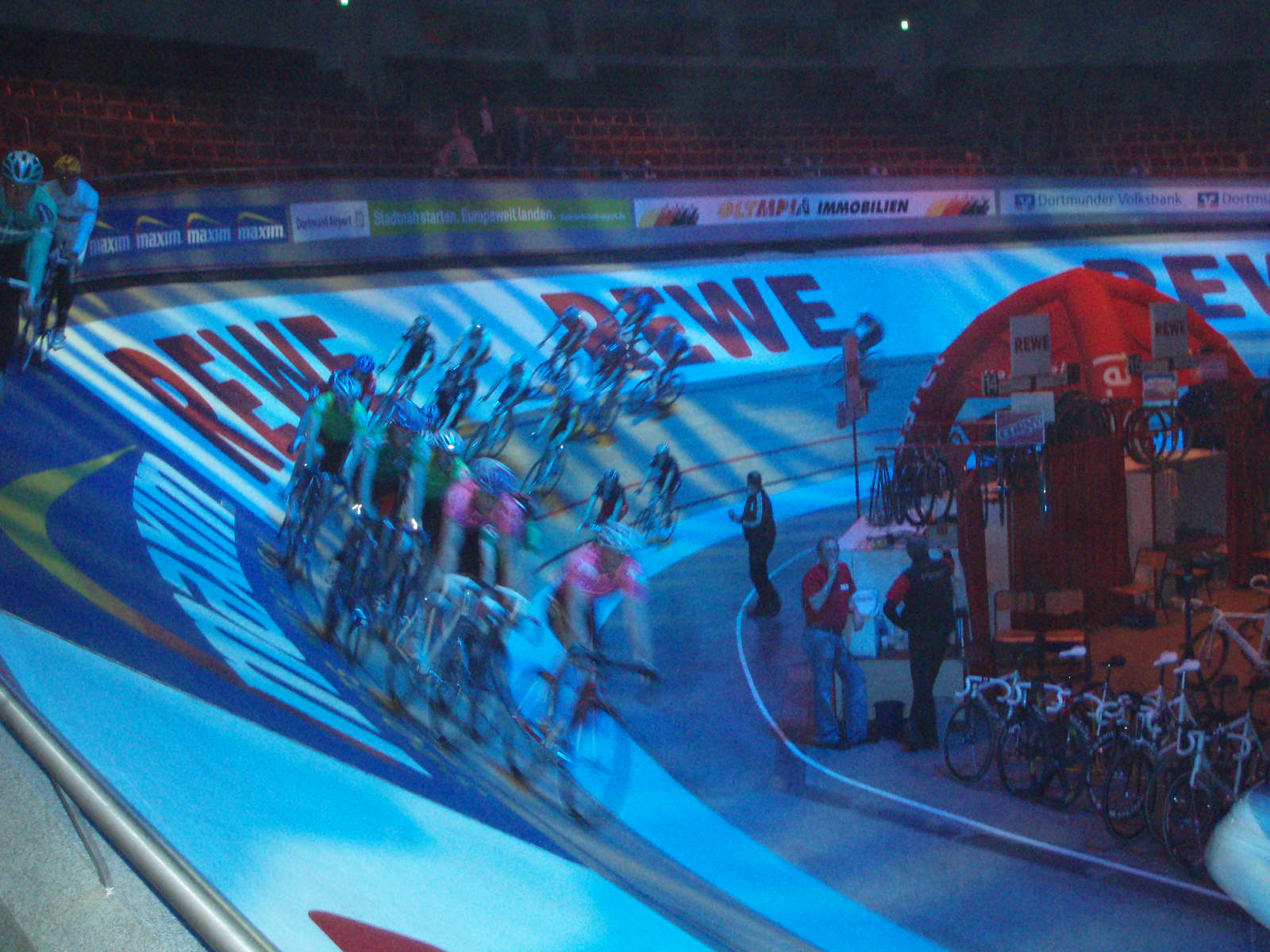
Seis días de Dortmund de 2011

Las carreras de seis días son unas competiciones de ciclismo en pista que duran seis días.

## Origen
Las primeras pruebas de esta modalidad tuvieron lugar del Reino Unido en 1878, compitiendo corredores individualmente 18 horas por jornada, durante seis días. Se trataba de una prueba de resistencia. La misma se realizó del 19 al 25 de noviembre de 1878 y el ganador fue el británico William Cann quién recorrió 1706 km.
El formato cambió se pasó a competir en equipos de dos ciclistas, o en ocasiones tres, en un formato de relevo en que un corredor está en competición y el otro compañero está en reposo. Se considera que la primera carrera de seis días oficial se llevó a término el 4 de diciembre de 1899 en el Madison Square Garden de Nueva York. Fue el origen de los Seis días de Nueva York.
A principios del siglo XX, las carreras de seis días fueron introducidas en Europa, inicialmente a Alemania, donde se convirtieron en un gran éxito. No mucho más tarde, siguieron otros países como Bélgica (Bruselas y Gante), Francia (París) y el Reino Unido (Londres). En la década de los treinta, también encontramos en los Países Bajos y en Dinamarca. Durante la Alemania nazi estas carreras se prohibieron porque se consideraba un entretenimiento depravado. Muchos corredores se marcharon a los Estados Unidos que era el país donde había más carreras y con más popularidad. Después de la Segunda Guerra Mundial, se recuperaron las competiciones en Alemania, con más éxito que antes, y en cambio las carreras en América comenzaron a desaparecer.
Actualmente, el formato se ha agilizado, las carreras se limitan a seis noches consecutivas, generalmente de las 6 de la tarde hasta las 2 de la madrugada. Estas carreras se disputan en los velódromos convertidos.

## Método de clasificación
El ganador absoluto de la competición es el equipo que ejecuta el mayor número de vueltas. Cuando diversos equipos han recorrido el mismo número de vueltas, se designa ganador, el equipo que obtiene la mayor cantidad de puntos en los esprints intermedios, persecución y otras pruebas.
Un programa típico seis días incluye:
- Competiciones detrás de la motocicleta
- Esprints intermedios
- Carreras de eliminación

La prueba principal es la carrera de Madison, en la que los dos miembros del equipo están en la pista al mismo tiempo. Un de ellos coge su turno en la carrera de relevos, mientras que el otro va hasta el siguiente relevo. Los relevos se hacen tocando la espalda o la mano.

## Carreras de seis días en activo
| - Seis días de Berlín (1909- ) - Seis días de Bremen (1910- ) - Seis días de Melbourne (1912- ) - Seis días de Londres (1918-) - Seis días de Gante (1922- ) - Seis días de Copenhague (1934- ) - Seis días de Róterdam (1936- ) - Seis días de Fiorenzuola d'Arda (1998- ) - Seis días de Turín (2001- ) |

## Carreras de seis días por países
| País           | Carreras |
| -------------- | --- |
| Alemania       | Berlín (1909- ), Bremen (1910- ), Breslau (1921-1931), Büttgen, Colonia (1959-1998), Dortmund (1926-2008), Dresden (1911-1912), Essen (1960-1967), Frankfurt (1911-1983), Hamburgo, Hannover (1913-1980), Kiel (1910-1952), Leipzig (1928-1999), Magúncia, Múnich (1933-2009), Münster (1950-1988), Stuttgart (1928-2008), Wurzburgo |
| Argentina      | Buenos Aires (1936-2000), Mar de Plata (1995) |
| Australia      | Adelaida (1960-1967), Bendigo, Brisbane, Launceston (1961-1987), Maryborough, Melbourne (1912-), Newcastle (1961-1976), Perth (1961-1989), Sydney (1911-1974), Townsville, Whyalla (1966-1968). |
| Bélgica        | Amberes (1934-1994), Bruselas (1912-1971), Charleroi (1967-1969), Gante (1922- ), Hasselt (2006-2009) |
| Brasil         | Río de Janeiro (1956), Sao Paulo (1957-1959) |
| Canadá         | Burnaby, Delhi, Montreal (1929-1980), Ottawa, Quebec (1964-1966), Toronto (1912-1965), Vancouver (1931-1934), Winnipeg |
| Colombia       | Medellín (1997) |
| Dinamarca      | Aarhus (1954-1961), Copenhague (1934-), Herning (1974-1998) |
| España         | Barcelona (1952-1953), Madrid (1960-1984) |
| Estados Unidos | Atlanta, Atlantic City, Boston (1901-1933), Buffalo (1910-1948), Chicago (1915-1957), Cleveland (1933-1958), Columbus, Des Moines (1913-1933), Detroit (1927-1973), Filadelfia (1902-1937), Indianápolis (1913-1938), Kansas City (1908-1936), Los Ángeles (1932-1973), Louisville (1935-1957), Milwaukee (1932-1942), Minneapolis (1931-1936), Newark (1910-1915), Nueva York (1899-1961), Oakland (1935-1937), Pittsburgh (1908-1940), Portland, Saint Louis (1913-1937), San Francisco (1919-1939), Washington |
| Francia        | Argel, Burdeos (1989-1997), Grenoble (1971-2014), Lille, Marsella (1928-1933), Niza, Numea (1977-2003), París (1913-1989), Saint-Étienne (1928-1953), Toulousse |
| Reino Unido    | Londres (1923-1980) |
| Países Bajos   | Ámsterdam (1932-2014), Apeldoorn, Groninga (1970-1979), Maastricht (1976-2006), Róterdam (1936- ), Tilburg, Zuidlaren |
| Italia         | Bassano del Grappa (1986-1998), Bolonia, Castelgomberto, Cremona, Fiorenzuola d'Arda (1998- ), Milán (1927-1998), Turín (2001-2008) |
| México         | Aguascalientes (2001-2007) |
| Rusia          | Moscú (1991-2003) |
| Suiza          | Zúrich (1954-2014) |
| Uruguay        | Montevideo |

## Principales ganadores
| # | Ciclista      | Victorias | Participaciones |
| - | ------------- | --------- | --------------- |
| 1 | Patrick Sercu | 88        | 223             |
| 2 | Danny Clark   | 74        | 235             |
| 3 | René Pijnen   | 72        | 233             |
| 4 | Peter Post    | 65        | 155             |
| 5 | Bruno Risi    | 61        | 178             |